# Hector Bingert
Hector Bingert, egentligen Héctor José Bingert Aleman, född 3 mars 1944 i Montevideo, Uruguay, är en saxofonist, sedan slutet av 1960-talet bosatt i Sverige då han kom med den kubanska gruppen Lecuona Cuban Boys.
Bingert har bland andra spelat med Nat King Cole, Sammy Davis Jr och Stevie Wonder. I Sverige är han känd för att ha spelat saxofonsolot till Lill Lindfors sång "Musik skall byggas utav glädje". Han uppträdde tillsammans med Lindfors när låten, på engelska, framfördes i inledningen av Eurovision Song Contest 1985. Utöver det spelar han sopransax och quenaflöjt på Lisa Ekdahls första skiva med samma namn. Han är även ledare för storbandet "Latin Lover Big Band" som han har tillsammans med sin son Daniel.
Bingert spelar saxofon i originalversionen till AIKs anthem "Å vi e AIK" som alltid sjungs inför AIK:s hemmamatcher.

## Diskografi
- 1983 - Latin Lover. Inspelad live på Stockholm jazz & blues festival 1983. Med Hector Bingert, Janne Schaffer, Teddy Walter & José Luis Perez
- 1984 - Carnaval de quenas
- 1987 - Jardins
- 1996 - Candombe, featuring Ruben Rada.
- 1997 - Hector & Daniel Bingert Latin Lover Big Band
- 2001 - Hector Bingert  (Dubbel-CD), (De tidigare albumen "El Encuentro" och "Live at Stockholms Jazz & Blues Festival").